# Sailor Moon Eternal
Sailor Moon Eternal (劇場版「美少女戦士セーラームーンEternal」, Gekijōban Bishōjo Senshi Sērā Mūn Etāneru) est le quatrième film d'animation japonais de l'univers Sailor Moon. Il est sorti entre le 8 janvier et le 11 février 2021 au Japon, et internationalement le 3 juin 2021.
Une suite en deux parties intitulée Sailor Moon Cosmos sort en juin 2023 et reprend les événements du cinquième et dernier arc du manga.

## Synopsis
Usagi et ses amis n'en ont pas finis avec les forces du mal. Lors d'une éclipse solaire, de nouveaux ennemis apparaissent dans la ville de Tokyo : le Dead Moon Circus. Ce cirque dirigé par Zirconia veut à tout prix voler le Golden Cristal afin que leur souveraine, Queen Nehelenia, prenne possession de la Terre. Sailor Moon et les autres guerrières Sailor parviendront-elles à sauver le monde de ce cauchemar ?

## Fiche technique
Sauf indication contraire, les informations mentionnées dans cette section peuvent être confirmées par la base de données cinématographiques IMDb,  présente dans la section « Liens externes ».
- Titre original : 劇場版 美少女戦士セーラームーンEternal (Gekijōban Bishōjo Senshi Sērā Mūn Etāneru)
- Titre français : Sailor Moon Eternal
- Réalisation : Chiaki Kon
- Scénario : Kazuyuki Fudeyasu
- Character designer : Kazuko Tadano
- Studio d'animation : Toei Animation
Studio Deen
- Musique : Yasuharu Takanashi
- Sociétés de distribution : Toei Animation (en collaboration avec) Studio Deen
- Pays d'origine :  Japon
- Langue originale : japonais
- Date de sortie :
  -  Japon : 8 janvier 2021 (partie Une)
11 février 2021 (partie Deux)
  -  France : 3 juin 2021 (parties Une et Deux)

## Distribution
La version originale reprend toutes les voix du dessin animé Pretty Guardian Sailor Moon Crystal, à l'exception de Yohei Obayashi, remplacé par Taishi Murata pour le doublage d'Artemis.
Le film Sailor Moon Eternal a été doublé dans plusieurs langues, dont le français, grâce à Netflix. Par conséquent, alors que le film correspond à une quatrième saison, la troisième saison est, quant à elle, toujours non adaptée en France.
De ce fait, un doublage mixte a été réalisé regroupant les comédiennes des deux premières saisons de Pretty Guardian Sailor Moon Crystal ainsi que quatre comédiennes du doublage Kazé de la cinquième saison du dessin animé des années 1990. Ainsi, Sailor Uranus et Sailor Neptune qui n'avait pas encore fait leur apparition dans le doublage de Sailor Moon Crystal, sont doublées respectivement par Françoise Escobar et Jade Lanza, transfuges du doublage Kazé. Diana était doublée dans Sailor Moon Crystal par Naiké Fauveau qui fait également Luna mais celle-ci ne la reprend finalement pas dans le film et le rôle est de nouveau attribué à Caroline Combes qui l'avait déjà doublée dans le doublage Kazé. 
D'une même manière, Caroline Combes qui doublait aussi Sailor Saturn chez Kazé, ne reprend pas ce rôle dans ce film, celui-ci est confié à Cécile Vigne. Sarah Marot, qui a doublé des personnages secondaires au cours de la cinquième saison chez Kazé, fut rappelée pour doubler ici le personnage de CereCere.

### Voix japonaises
- Kotono Mitsuishi : Usagi Tsukino / Sailor Moon
- Hisako Kanemoto : Ami Mizuno / Sailor Mercury
- Rina Satou : Rei Hino / Sailor Mars
- Ami Koshimizu : Makoto Kino / Sailor Jupiter
- Shizuka Itou : Minako Aino / Sailor Venus
- Kenji Nojima : Mamoru Chiba / Tuxedo Kamen
- Misato Fukuen : Chibiusa Tsukino / Sailor Chibimoon
- Ai Maeda : Setsuna Meioh / Sailor Pluto
- Junko Minagawa : Haruka Tenoh / Sailor Uranus
- Sayaka Ohara : Michiru Kaioh / Sailor Neptune
- Yukiyo Fujii : Hotaru Tomoe / Sailor Saturn
- Yoshitsugu Matsuoka : Helios / Pegasus
- Nanao : Reine Nehalennia[1]
- Mami Koyama : Queen Serenity
- Naomi Watanabe : Zirconia
- Reina Ueda : CereCere
- Rie Takahashi : VesVes
- Ryō Hirohashi : Luna
- Satoshi Hino : Tiger's Eye
- Shoko Nakagawa : Diana
- Shōta Aoi : Fish Eye
- Sumire Morohoshi : PallaPalla
- Taishi Murata : Artemis
- Toshiyuki Toyonaga : Hawk's Eye
- Yoshitsugu Matsuoka : Helios/Pegasus
- Yuko Hara : JunJun
- Aya Yamane : Deimos
- Hirohiko Kakegawa : Grand-père de Rei
- Kanami Taguchi : Phobos
- Mutsumi Tamura : Mamoru Chiba (voix enfant)
- Naomi Shindō : la mère d'Ami
- Ryohei Arai : Zeolite
- Yōhei Azakami : Xenotime

Voix additionnelles:
- Yukiko Motoyoshi
- Sachika Misawa
- Takumu Miyazono
- Yūki Hirose
- Rina Kawaguchi
- Ruriko Noguchi
- Keitaro Tanaka
- Miyari Nemoto
- Chihaya Terasaki
- Eriko Kadokura
- Hayato Komiya
- Hikari Kubota

### Voix françaises
- Anouck Hautbois : Usagi Tsukino / Sailor Moon
- Jessica Barrier : Ami Mizuno / Sailor Mercury
- Jennifer Fauveau : Rei Hino / Sailor Mars, Chibiusa Tsukino / Sailor Chibimoon
- Céline Mélloul : Makoto Kino / Sailor Jupiter, Reine Serenity
- Maëlys Ricordeau : Minako Aino / Sailor Venus
- Marie Giraudon : Setsuna Meio / Sailor Pluto, Phobos, Deimos
- Jade Lanza : Michiru Kaioh / Sailor Neptune
- Françoise Escobar : Haruka Tenoh / Sailor Uranus
- Cécile Vigne : Hotaru Tomoe / Sailor Saturn
- Vincent Ribeiro : Mamoru Chiba / Tuxedo Mask
- Luc Arden : Helios / Pegasus
- Audrey Sourdive : Jun-Jun, Reine Nehalennia
- Clara Soares : Palla-Palla, Mamoru Chiba (voix enfant)
- Sarah Marot : Cere-Cere, Rei Hino (voix enfant)
- Zina Khakhoulia : Ves-Ves
- Céline Monsarrat : Zirconia
- Yoann Sover : Fish Eye
- Stéphane Ronchewski : Tiger's Eye
- Olivier Podesta : Hawk's Eye
- Benjamin Bollen : Xenotime
- Naïke Fauveau : Luna
- Antoine Nouel : Artémis
- Caroline Combes : Diana

## Production
En janvier 2017, à l'occasion des 25 ans de la licence Sailor Moon, Toei Animation annonce l'adaptation du quatrième arc du manga en dessin animé non plus en série, mais en deux films, diffusés au cinéma,. Le 30 juin 2018, le site officiel de la franchise indique que Kazuko Tadano est la character designer de ces deux films. Elle avait déjà travaillé sur la série originale Sailor Moon entre 1992 et 1994. Dès lors, plus aucune information n'avait été diffusée sur les réseaux ni sur la toile. Jusqu'au 30 juin 2019, où il a été annoncé que le titre du film adaptant l’arc Dead Moon du manga serait Bishōjo Senshi Sailor Moon Eternal. Le 22 octobre 2019, une première date de sortie pour la première partie du film est dévoilée, initialement prévue pour le 11 septembre 2020. Mais le 18 juin 2020, la sortie des films a été repoussée au 8 janvier 2021 pour la première partie et le 11 février 2021 pour la deuxième partie en raison de la pandémie de Covid-19 au Japon.
La sortie des films à l’international est le 3 juin 2021 sur la plateforme Netflix.